# Arabian (jogo eletrônico)
Arabian (アラビアン) é um jogo arcade de plataforma de 1983 criado pela Sunsoft e distribuído pela Atari para Nintendo Entertainment System. Em 1985, o jogo foi lançado com o nome Super Arabian (スーパーアラビアン).

## Modos de jogabilidade
- D-Pad: esquerda e direita irá mover o herói nas direções correspondentes.
- UP e DOWN: irá mover o herói nas direções correspondentes quando for escalar cordas ou subir escadas. Mantendo DOWN pressionado fará com que o herói se agache.
- SELECT: Move o cursor na tela inicial.
- Start: Confirma seleção da tela inicial, assim como faz uma pausa / despausa no jogo.
- Botão B: Isso vai fazer o herói saltar.
- Botão A: Isso fará com que o herói chute alto.

## Dicas Gerais
- Dificuldade: Na imprensa tela inicial aperte "A" para aumentar o nível de dificuldade e "B" para selecioná-lo. Os níveis (páginas) são os mesmos em cada dificuldade, mas pode mudar a ordem da coleta das letras para ter o bônus. Nos níveis de dificuldade mais altos, s letras serão substituídas por "?", então você precisará de sorte ou prática para obtê-los na ordem correta para obter o bônus.
- Chutar e saltar: Mate qualquer inimigo que chega perto de você e até mesmo chute ao saltar. Mesmo que não pareça, a qualquer hora pode nascer um  inimigo, então é melhor sempre estar preparado para chutar nesse caso.
- Inimigos deslizantes: Quando você chuta um inimigo que vai deslizar em frente a tela e matar qualquer outros inimigos que estejam no caminho.
- Fogo invisível: Se você matar 3 inimigos de uma vez por chutar um inimigo em outro e depois outro, uma bola de fogo vai aparecer. Pegue a bola de fogo para ganhar invisibilidade para com os inimigos por um tempo curto. Você não vai matar os inimigos quando você tocá-los, mas você vai ser capaz de passar por eles sem se machucar.